# Богумили у средњовековној Србији
Богумили у средњовековној Србији су били словенски хришћани које нису признавали власт византијске нити римске цркве. Њихово учење, богумилство, проширило се Рашкоми из Македоније, која је била њихово средиште. Називани су и бабунима, по македонској планини Бабуни.
Православна црква и немањићка држава су их прогласиле за јеретике, кажњавајући их, за то време уобичајеним телесним казнама, спаљивањем на ломачи, сечењем језика, жигосањем по лицу, прогоном из земље, одузимањем имања и другим драконским мерама. У овим погромима су спаљене и словенске апокрифне књиге, које су представљале најстарије споменике рашке и македонске школе.

## Друштвене прилике
Сељаци у средњовековној Рашкој су морали да плаћају две врсте дажбина: соће или доходак царском владару, и десетак, који је сваки властелин убирао од сељака са свог имања, најчешће у житу, месу, меду, воску... Поред дажбина, сељак је био дужан да извршава и разне работе и друге обавезе. Земљорадници су морали да раде сваке недеље на властелинском имању, и још ванредно када су велики послови. Поред свих работа, сељаци су били обавезни да на позив властелина учествују у војним походима, углавном као пешадија. Поред основних обавеза, зависни становници имају и обавезу да поправљају градске зидине, чувају стражу на путевима, да примају на стан и храну цара или властелина и његову пратњу када се налази на путу. Извршавање оваквих обавеза се називало „работа”. Целокупно невластеоско становништво у средњовековној Србији носило је заједничко име себри.

## Развој богомилства
Крајем 9. века Срби су почели масовно да прихватају хришћанство. Хришћанство је из Византије најпре примио горњи слој српског друштва (види: Покрштавање Словена). Црквене старешине су, у то време, углавном били Грци.
Богумилско учење се раширило из Македоније крајем 10. века, за време Самуиловог царства, које је обухватало и Рашку. Сматра се да је Самуило био наклоњен богумилима, пошто су били једина организована антивизантијска странка, јасне словенске оријентације. Они су се противили ромејској власти и хеленизацији земље и цркве. Најчешће се као оснивач овог учења наводи поп Богумил, свештеник који је око 950. године проповедао међу Словенима у области Велеса и Прилепа против искварености цркве и друштвених неправди. Богумили су својим једноставним хришћанским животом, доводили у питање црквену хијерархију и богатство. Проповедали су слободу и равенство међу људима, оснивајући општине у којима су живели. Подстицали су народ на непокорност црквеним и државним властима и позивали сељакењ да не раде за своје велможе. Учење богумила је у Рашкој за кратко време стекло веома много присталица.
Почетком 12. века у Рашкој почиње расти моћ династије Немањића, који су ишли стопама Светог Саве. Ово је нарочито погодило пагане, поштоваоце старословенских божанстава Перуна и других, и неправославне хришћане, богумиле. Богумили су одбијали да плаћају порезе.

## Прогони богумила у Србији

### Немањини прогони
Богумилско учење је већ било проширено и међу византијском војском, када је неколико хиљада војника напустило војни поход Алексија I Комнина против Нормана. У доба стварања српске средњевековне државе прилазе им и чланови племства, који се опиру јачању централне власти. Учење богумила је прихватио део народа, војске и властеле. Након смрти цара Манојла 1180. године, Рашка се од слабе Византије окреће изградњи и јачању српске државе. Папа Иноћентије III је у то време повео катарски крсташки рат, прогањајући Катаре. Стефан Немања, након учвршћења власти, креће да се обрачунава са богумилима у Рашкој.

#### Сабор против богумила у Рашкој
Стефан Немања је 1186. године у Расу, код старе Петрове цркве, сазвао велики црквено-државни сабор против богумила. На том сабору су, поред црквених великодостојника, биле присутне и све важније велможе у Рашкој. Присуство племства је значило да су богумили престали бити само ствар цркве, која са њиховим учењем више није могла да се носи. Богумили имају упориште и међу самим велможама, који на сабору слободно исказују своје мишљење. "И док је говорио овај Свети, и док је била велика препирка..." многе велможе се отворено противе предложеним мерама, покушавајући да спрече предстојеће Немањине прогоне.
Стефан Немања „изобличи кривоверје њихово, и саветова се са светитељем својим Јефтимијем и са часним чрнцима, и са велможама својим, и, нимало не задоцнев, посла на њих војску, наоружану од славних својих, говорећи: `Ревнујући поревновах за Господом Богом сведржиоцем`.“ Ускоро је Немањина армија кренула по Рашкој тражећи богомиле. „И он изобличи безбоштво њихово, и једне попали, друге разним казнама казни, треће прогна из државе своје а домове њихове, и све имање сакупив, разда прокаженим и убогим.“ Ускоро је Немањи допао шака и сам вођа богумила, који је сурово кажњен: „Учитељу и начелнику њихову језик уреза у грлу његову, што не исповеда Христа, сина божјег.“ Немања је после тога забранио свако помињање њиховог имена: „Изагна га, запретив да се никако не исповеда нити помиње триклето име.“

#### Прогон богумила у Рашкој
Богумили су убијани, спаљивани на ломачи, стављани на муке, кажњавани најсуровијим казнама, сечени су им језици, одсецани су им делови тела, жигосани су по лицима и сурово прогоњени, имања су им паљена или одузимана. Поред имања паљене су и њихове књиге („Књиге његове нечастиве спали“), што је посебна штета јер би оне данас представљале најстарије споменике рашке и македонске школе. Тако су старе српске и словенске апокрифне књиге, у пламену, биле уништене. Овакав суров прогон богумила и уништавање њихових књига и јесте разлог што се данас о њима толико мало зна и што сва знања долазе управо из књига њихових непријатеља. Једно од упоришта богумила био је и Соко Град утврђен на стени, у кањону реке Моравице. Немања је након опсаде заузео град који је том приликом претрпео прилична разарања. Соко Град је био једно од упоришта током прогона.
Део преживелих богумила одлази преко Дрине, у Босну, где налазе уточиште под окриљем Цркве босанске и бана Кулина, који их прима као добре хришћане. Упркос прогонима од стране католичке и византијске цркве, покрет у Босни опстаје .
Иако је мноштво богумила страдало, и мноштво протерано, ипак Рашка и даље остаје њихово средиште. Преостали богумили бивају приморани да се склоне у дубинама планина, далеко од настањених центара и прогона од стране православног клера. Топоними који се код Срба налазе на планинским врховима показују да се живот одвијао у планинама. На планини Требави је Игралиште (надморске висине 480 m), где су се богумили окупљали за Божић, без свештеника; на Копаонику поред Ибра је Игриште (1088 m); на Јавору северно од Дрине врх је Игриште (1406 m); на планини Раван поред реке Босне је врх Игришћа (1302 m); на Јахорини западно од Дрине је Игриште (1451 m), а на планини Тари источно уз Дрину је врх Збориште (1544 m).

### Савина цензура
Растко Немањић (око 1174-1236), у монаштву назван Сава, је био најмлађи син Стефана Немање. У то време, српска црква је била подређена Охридској архиепископији, и имала је само три епархије (Рас, Липљан и Призрен) у којима су владике били Грци. Сава одлази у Никеју (јер су Цариград тада држали Латини) код васељенског патријарха Манојла Сарантена и византијског цара Теодора Ласкариса, тражећи аутокефалност српске цркве. 6. децембра 1219. године Рашка епископија постаје архиепископија, а Свети Сава први српски архиепископ. Сава потом у Солуну, у манастиру Филокал, преводи Фотијев Номоканон (Законоправило, Крмчију), зборник црквених и правних прописа, са грчког на старословенски језик. Сава у Номоканону наводи и попис канонских књига, како би спречио употребу апокрифних рукописа. По повртаку у Рашку оснива осам нових епископија (Зетску, Хумску, Дабарску, Моравичку, Топличку, Будимљанску, Хвостанску), међу којима и Жичку, која постаје седиште нове Српске архиепископије. Сви новопостављени епископи добијају по један препис Крмчије. Новоизграђени манастири су богато обдарени имањима, њивама, шумама, виноградима, пашњацима, воћњацима... Епископија у Дабру на Лиму је постављена уз босанску границу .

#### Сабор у Жичи
Године 1221. је одржан велики народно-црквени сабор, први након добијања аутокефалности, у манастиру Жичи, подигнутом као седиште нове архиепископије. На сабору је архиепископ Сава папином круном (венцем) крунисао свог брата Стефана Немањића за краља, који постаје Стефан Првовенчани, а Србија постаје краљевина.
Сава је пред овим сабором одржао Жичку беседу о правој вери, у којој поучава краља, властелу и новоизабране епископе основним догмама православне вере, без које су добра дела узалудна. „Јер нити користи исправност живота без праве и просвећене вере у Бога, нити нас право исповедање без добрих дела може извести пред Господа, него треба имати обоје, да "савршен буде човек Божји"“. Том приликом, Синод православне цркве проклиње богумиле:
Такође се проклињу поглавари босанске цркве која је примала прогнане хришћане:
После сабора су доведене богумилске старешине, које су испитиване и покрштаване: "А оне који су проповедали јерес задржа са собом код цркве и насамо их тачно испита. Некрштенима, уз претходно проклињање јереси коју имађаху, заповеди да држе дане оглашене у чувању чистоте, и тако заповедаше им да се крсте." Племићима који су били богумили, Сава и Стефан Немањић су нудили многе дарове и почасти ако пређу у православље, а оне који нису пристајали су, након понижења, протеривали из земље. "А благородне који су били у јересима које налажаше, много је молио и учио да се врате саборној апостолској цркви, обећавајући им почасти и дарове велике, и који би га послушао био је приман од њега с љубављу великом, и примао је од самодршца краља, брата његова, многе дарове. А ко се, не повинујући се, утврђиваше у богомрским јересима, овога проклевши с великим бешчашћем из целе своје земље изгоњаху."
Иако су богумили у Рашкој потиснути, сматра се да је њихова тежња ипак нашла одушке у Савином раду: не прекидајући везе са средиштима хришћанства, Сава је остварио самосталност цркве, увео народни језик у богослужење и прилагодио хришћанство домаћим приликама.

## Драгутиново утврђивање према Босни
Стефан Драгутин 1284. године добија на управу делове данашње Мачве и Босне, од угарског краља Ладислава IV и стиче звање „сремски краљ“. У добијеним областима се сусреће са богумилима, настојећи да спречи њихово ширење преко Дрине у Подриње. Српски архиепископ Јаков обновља православни синодик којим се анатемишу босански „лажни христијани“. Драгутин подиже манастире: Троноша, Рача, Папраћа и Тавна. Манастирска села са свим људима у њима била су ослобођена свих других пореза. 1291. године Драгутин јавља папи Николи IV како по Босни има много патарена и моли га да пошаље фрањевце који познају словенски језик, на шта му папа шаље двојицу фрањеваца из славонске покрајине. У наредном периоду Драгутин „многе од јеретика босанске земље обрати у хришћанску веру и крсти их“.
Краљ Драгутин је око 1290. подигао Цркву светог Ахилија у Ариљу. Добро очувана фреска из тог времена, показује краља Драгутина и брата му Милутина устоличене поред деде Стефана Првовенчаног. Испод њих се одвија расправа између православног епископа и богомилског старешине.

## Душанове законске мере
Стефан Душан Немањић (око 1308-1355), назван Силни, је био српски краљ од 1331—1345. и први српски цар од 1346—1355. године. У 14. веку за време цара Душана, и поред свих прогона, у Србији и даље живе многи богумили. У састав српске државе тада је улазила и Македонија, са Бабун планином која је била колевка богумилства. Душанов законик, донет у Скопљу 21. маја 1349. године, доноси строге одредбе против њих.
Они који су крили пријатеље јеретике од прогона, ризиковали су жигосање на лицу.
"Бабунска реч“ је подразумевала расправљање о верским догмама, критиковање цркве, проповедање равенства, непокорност властима, итд.

## Лазаревићево освајање Сребренице
Стефан Лазаревић (1374—1427), син Лазара Хребељановића, је у почетку своје владавине (од 1393) био турски вазални кнез, да би након битке код Ангоре 1402. године, у којој су Татари поразили турску и српску војску, и смрти султана Бајазита I, постао угарски вазал у служби цара Жигмунда. Жигмунд Луксембуршки покреће крсташки рат против Босне, која је била средиште Цркве босанске и уточиште верским прогнаницима са разних страна. 1411. године је освојену Сребреницу, познату по рудницима сребра, дао на управу Стефану Лазаревићу. Стари српски документ који описује како је Сребреница освојена од Босне, за њезине становнике каже: „Се же вси јереси богомилские сут“, односно да су сви јереси богумилске. Након што је деспот Стефан Лазаревић преузео управу, у руднику Сребреници су се побунили рудари. Лазаревић је на то веома оштро реаговао, наредивши да се коловође казне стављањем усијаних белутака под колена, те су тако заувек осакаћени.